# Joseph Carter Abbott
Joseph Carter Abbott (Concord, 1825. július 15. – Wilmington, 1881. október 8.) az Amerikai Egyesült Államok szenátora (Észak-Karolina).